# 튀르키예어 문법
튀르키예어 문법은 튀르키예어를 구사하는 데 사용되는 문법이다.

## 특징
튀르키예어는 대표적인 교착어이며, 한국어와 같은 어순에 조사를 사용한다. 

## 모음 조화
튀르키예어에는 단어에서 특정 모음끼리 결합하는 모음조화 현상이 존재한다.
튀르키예어 어미의 모음조화는 크게 A형 모음조화와 I형 모음조화로 나뉜다. A형 모음조화는 a와 e 중 하나를 선택하는 형태로, a, ı, o, u 뒤에는 a가 오고 e, i, ö, ü 뒤에는 e가 오게 된다. I형 모음조화는 ı, i, u, ü 중 하나를 선택하는 형태로, a와 ı 뒤에는 ı, e와 i 뒤에는 i, o와 u 뒤에는 u, ö와 ü 뒤에는 ü가 오게 된다.
A형 모음 조화
| 후설 모음 | A | I | O | U |
| 전설 모음 | E | İ | Ö | Ü |
| --------- | - | - | - | - |

I형 모음조화
|        | 평순 모음 | 평순 모음 | 원순 모음 | 원순 모음 |
| 고모음 | İ         | I         | U         | Ü         |
| 저모음 | E         | A         | O         | Ö         |
| ------ | --------- | --------- | --------- | --------- |

## 자음 조화
자음조화는 유성음화라고도 한다. 튀르키예어의 무성음은 ç, f, h, k, p, s, ş, t가 있다. 그 중 무성자음 Ç, K, T, P로 끝나는 단어에 모음으로 시작하는 조사가 붙을 경우 자음조화가 발생한다. 주로 발음을 용이하게 하기 위해 발생하는 음운현상이다. 
| c -> ç   | ağaç -> ağacı, ağaca, ağacın     |
| k -> ğ   | cocuk -> cocuğu, cocuğa, cocuğun |
| nk -> ng | renk -> rengi, renge, rengin     |
| p -> b   | kitap -> kitabı, kitaba, kitabın |
| t -> d   | yurt -> yurdu, yurda, yurdun     |
| -------- | -------------------------------- |

## 어미
수량 어미(복수 어미)
명사를 복수형으로 만들기 위해 사용된다. 어미의 모음이 후설모음 뒤에서는 a, 전설 모음 뒤에서는 e가 되는 A형 모음조화를 따르고 있다. 
| 어기의 마지막 음절 모음 | 수량 어미 (복수 어미) |
| 후설모음 a, ı, o,u      | - lar                 |
| 전설모음 e, i, Ö, Ü     | - ler                 |
| ----------------------- | --------------------- |

의문어미
a와 ı 뒤에는 ı, e와 i 뒤에는 i, o와 u 뒤에는 u, ö와 ü 뒤에는 ü가 오는 형태로, I형 모음조화를 따르고 있다.
| 어기의 마지막 음절 모음 | 의문 어미 | 예시            |
| a, ı                    | mı        | Bu kitap mı?    |
| e, i                    | mi        | Ö Öğrenci mi?   |
| o, u                    | mu        | şu vazo mu?     |
| Ö, Ü                    | mÜ        | Bunlar ÜzÜm mÜ? |
| ----------------------- | --------- | --------------- |